# George Onslow
André George (ikke Georges) Louis Onslow (født 27. juni 1784 i Clermont-Ferrand, død 3. oktober 1853 samme sted) var en fransk komponist og regnes for en af de vigtigste instrumentalkomponister fra sin generation i Frankrig. Moderen var en fransk adelsdame, faderen en engelsk adelsmand, der måtte flygte til Frankrig på grund af en skandale. Onslow fik som ung klaverundervisning af Johann Baptist Cramer i London; hans eneste lærer i komposition var Anton Reicha som han studerede hos i Paris 1807–1808.
Onslow fik en del tilhængere i Tyskland især med sine symfonier og kammermusik; i sit hjemland gjaldt han for "den franske Beethoven", men netop fordi begejstringen for hans forbillede øgedes mod slutningen af hans liv, og hans værker derved fortrængtes fra koncertlivet, led han af tiltagende depressioner. I 1850 komponerede han som 66-årig – tre år før sin død – sit sidste værk, som var en klavertrio.

## Udvalgte værker
- Symfoni nr. 1 (i A-dur) (1830) - for orkester
- Symfoni nr. 2	(i D-mol) (1831) - for orkester
- Symfoni nr. 3 (i F-mol) (1833) - for orkester
- Symfoni nr. 4 (i G-dur) (1846) - for orkester